# Mesquita (Galiza)

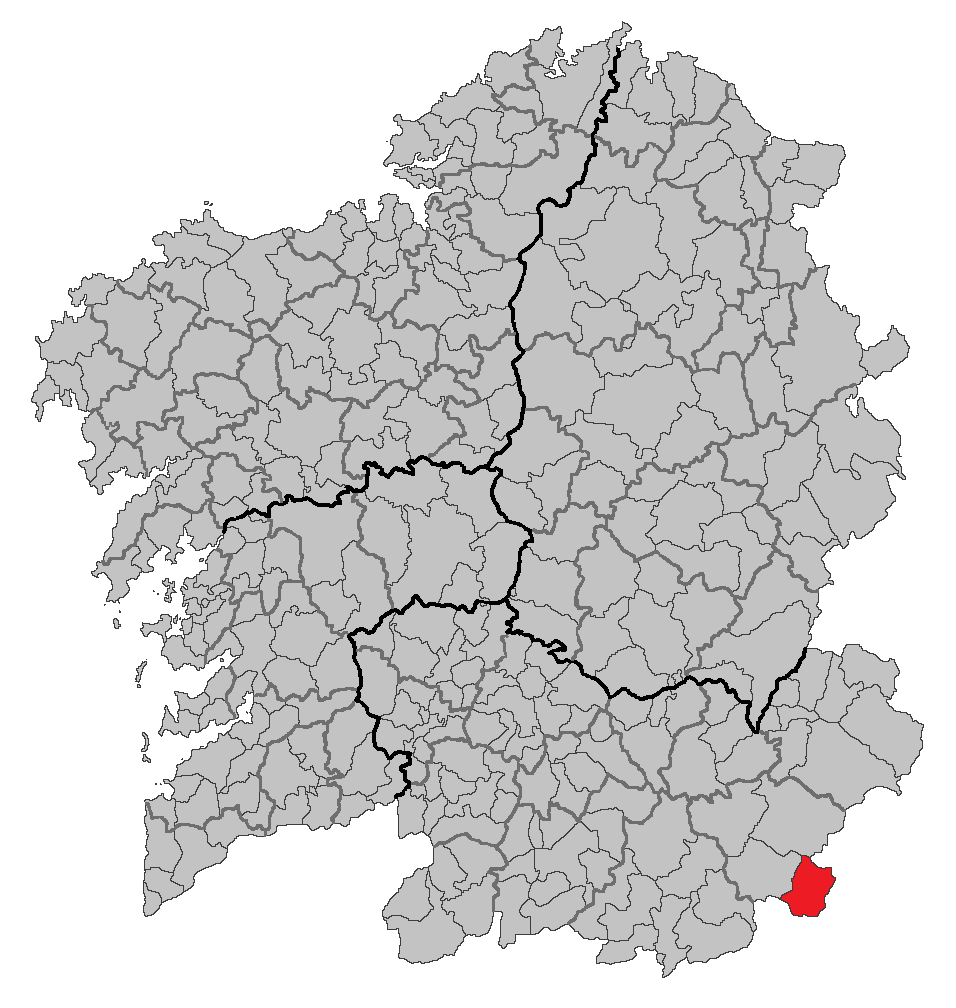
Localização da Mesquita

A Mesquita (em galego: A Mezquita) é um município raiano da Espanha na província 
de Ourense, comunidade autónoma da Galiza, de área 104 km² com população de 1406 habitantes (2007) e densidade populacional de 13,42 hab/km².
Neste concelho se situa um dos contrafortes do Penedo dos Três Reinos, que outrora marcava a fronteira entre os Reinos de Portugal, Leão e Galiza.

## Demografia
| Variação demográfica do município entre 1991 e 2004 | Variação demográfica do município entre 1991 e 2004 | Variação demográfica do município entre 1991 e 2004 | Variação demográfica do município entre 1991 e 2004 |
| --------------------------------------------------- | --------------------------------------------------- | --------------------------------------------------- | --------------------------------------------------- |
| 1991                                                | 1996                                                | 2001                                                | 2004                                                |
| 1849                                                | 1596                                                | 1429                                                | 1406                                                |